# Silvio Santos
Silvio Santos, nghệ danh của Senor Abravanel (12 tháng 12 năm 1930 – 17 tháng 8 năm 2024) là một nam người dẫn chương trình truyền hình và doanh nhân người Brasil. Là người sáng lập kênh truyền hình SBT, ông được coi là một trong những người dẫn chương trình và nhà truyền thông vĩ đại nhất trong lịch sử truyền hình Brasil. Ông là cha của người dẫn chương trình Patricia Abravanel.